# Albert Chazelle
Pour les articles homonymes, voir Albert Chazelle (homonymie) et Chazelle.
Albert Chazelle, né le 1er janvier 1892 à Bordeaux et mort le 24 juin 1980 à Grasse, est un dessinateur français de revues et de publicités, ainsi qu'un illustrateur de romans pour la jeunesse ayant travaillé pour les éditions Hachette de 1950 à 1974.
Il est surtout connu pour avoir illustré deux séries littéraires à succès pour la jeunesse publiées dans la collection Bibliothèque verte : Alice, de Caroline Quine (dont il a été le dessinateur exclusif de 1955 à 1974) et Les Six Compagnons, de Paul-Jacques Bonzon (dont il a été le premier illustrateur, de 1961 à 1970).

## Biographie

### Vie personnelle
Fils de Jean Antoine Chazelle, employé de commerce, et de Marguerite Marie Thérèse Dutrouilh, son épouse, Dominique Albert Chazelle naît à Bordeaux en 1892. Il a un frère, Marcel, et une sœur, Yvonne.
Installé 12, rue des Ursulines à Paris, il se marie une première fois en 1916. Dans les années 1920 et 1930, il est établi au 3 rue Duguay-Trouin,.
Il se remarie en 1965, un an après la mort de sa première femme. À nouveau veuf en 1979, Albert Chazelle meurt en 1980 à Grasse.

### Carrière

#### Revues et publicités
Avant de se consacrer exclusivement à l'illustration de romans pour la jeunesse en 1950, Albert Chazelle a commencé comme illustrateur à Bordeaux vers 1907, pour le journal Le Tout-Élégant du Sud-Ouest dont son père est le directeur,. En 1914, il illustre le fascicule 14 de La Guerre illustrée. Dans les années 1920, il devient dessinateur d'affiches et de cartes postales, notamment pour le Moulin Rouge,.
Il se tourne ensuite vers les revues. Il illustre le magazine culturel La Vie parisienne et collabore aux journaux humoristiques pour hommes Le Sourire ou Paris-Flirt en mettant en scène des femmes à moitié nues.
Dans les années 1940 et 1950, Albert Chazelle illustre des romans policiers et des romans d'aventures, mais c'est surtout dans le domaine de la mode qu'il travaille : il illustre intégralement de nombreux numéros de la revue à succès Le Petit Écho de la mode, de Mon ouvrage, La Petite Couturière et Je m'habille. Ses dessins paraissent également dans le magazine Elle et le catalogue 3 Suisses.
Il crée également des campagnes publicitaires pour la marque de lingerie Valisère,, des publicités pour les magasins Belle Jardinière et pour les chocolats François Marquis,.

#### Peinture
Albert Chazelle a également eu une activité de peintre (huile sur toile) pendant une partie de sa carrière. Ainsi, en 1929, il participe au Salon des humoristes avec ses toiles Le Repos des modèles, Soir d'été et Le Printemps.
Le nombre exact et le titre des toiles qu'il a peintes ne sont pas connus.

## Illustrations de livres pour la jeunesse
La liste ci-après est exhaustive. Le date indiquée est celle de la première édition française illustrée par Albert Chazelle (il a parfois dessiné deux couvertures différentes pour un même titre).

### Collection «Bibliothèque verte» (Hachette)

#### SérieAlice
Série écrite par Caroline Quine. Albert Chazelle a été l'unique dessinateur de cette série, de 1961 - date du premier titre paru en France - jusqu'à 1974.
- 1955 : Alice détective (no 133)
 nouveau dessin de couverture pour l'édition de 1971)
- 1955 : Alice au bal masqué (no 19)
- 1956 : Alice et le Chandelier (no 20)
- 1957 : Alice au camp des biches (no 78)
(nouveau dessin de couverture pour la réédition de 1974)[21]
- 1958 : Alice au Canada (no 42) (no 466) 
(nouveau dessin de couverture pour la réédition de 1975)
- 1958 : Alice et le Corsaire (no 100)
(nouveau dessin de couverture pour la réédition de 1968)
- 1959 : Alice écuyère (no 120)
- 1960 : Alice et le Fantôme (no 155)
- 1960 : Alice et le Médaillon d'or (no 163)
- 1961 : Alice et les Chaussons rouges (no 174 et 175)
- 1961 : Alice et le Pigeon voyageur (no 183)
- 1961 : Alice et le Talisman d'ivoire (no 196)
(nouveau dessin de couverture pour la réédition de 1971) (no 196)
- 1962 : Alice et le Vison (no 204)
- 1962 : Alice et les Trois Clefs (no 210)
(nouveau dessin de couverture pour la réédition de 1969)
- 1963 : Alice et les Diamants (no 224)
- 1963 : Alice et le Pickpocket (no 229)
- 1963 : Alice au manoir hanté (no 234)
(nouveau dessin de couverture pour la réédition de 1971)
- 1964 : Alice et le Flibustier (no 250)
- 1964 : Alice et le Carnet vert (no 254)
- 1965 : Alice et la Pantoufle d'hermine (no 268)
(nouveau dessin de couverture pour la réédition de 1973)
- 1966 : Alice dans l'île au trésor (no 291)
(nouveau dessin de couverture pour la réédition de 1973)
- 1966 : Alice et le Vase de Chine (no 309)
- 1967 : Alice et le Clavecin (no 319)
- 1967 : Alice et le Tiroir secret (no 336)
- 1968 : Alice et la Malle mystérieuse (no 361)
- 1968 : Alice et les Faux-monnayeurs (no 352)
- 1969 : Alice et la Diligence (no 382)
- 1969 : Alice et le Diadème (no 400)
- 1970 : Alice en Écosse (no 409)
- 1970 : Alice et le Dragon de feu (no 430)
- 1971 : Alice en safari (no 447)
- 1971 : Alice et les Plumes de paon
- 1972 : Alice chez les Incas
- 1972 : Alice et la Statue qui parle
- 1973 : Alice et l'Esprit frappeur
- 1973 : Alice à Paris
- 1974 : Alice et le Robot
- 1974 : Alice et les Chats persans

#### SérieLes Six Compagnons
Série écrite par Paul-Jacques Bonzon. Albert Chazelle a été l'unique dessinateur de cette série, de 1955 - date du premier titre paru en France - jusqu'à 1974.
- 1961 : Les Compagnons de la Croix-Rousse[22] (no 194)
- 1962 : Les Six Compagnons et la Pile atomique (no 221)
- 1963 : Les Six Compagnons au gouffre Marzal (no 240)
- 1963 : Les Six Compagnons et l'Homme au gant (no 231)
- 1964 : Les Six Compagnons et l'Homme des neiges (no 246)
- 1964 : Les Six Compagnons et le Piano à queue (no 260)
- 1964 : Les Six Compagnons et la Perruque rouge (no 251)
- 1965 : Les Six Compagnons et le Petit Rat de l'Opéra (no 277)
(nouveau dessin de couverture pour la réédition de 1971)
- 1965 : Les Six Compagnons et le Château maudit (no 265)
- 1966 : Les Six Compagnons et le Mystère du parc (no 305)
- 1966 : Les Six Compagnons et l’Âne vert (no 292)
- 1967 : Les Six compagnons et l'Avion clandestin (no 315)
- 1968 : Les Six Compagnons et l’Émetteur pirate (no 348)
- 1968 : Les Six Compagnons à Scotland Yard (no 374)
- 1969 : Les Six Compagnons et le Secret de la calanque (no 405)
- 1969 : Les Six Compagnons et les Agents secrets (no 388)
- 1970 : Les Six Compagnons et les Pirates du rail (no 435)
- 1970 : Les Six Compagnons et la Disparue de Montélimar (no 429)

#### SérieUrsula
- 1967 : Ursula et ses amies, de Marie-Louise Fischer (no 333)
- 1969 : Ursula la rebelle, de Marie-Louise Fischer (no 384)
- 1970 : Bonne chance, Ursula !, de Marie-Louise Fischer (no 425)

#### Romans hors-séries
- 1949 : En famille, de Hector Malot (2 tomes) 
(nouveau dessin de couverture pour la réédition en un seul tome de 1963)
- 1951 : Échec au roi, de Germaine Acremant.
- 1951 : Lettres de mon moulin, d'Alphonse Daudet.
- 1951 : Le Moulin de Catuclade, de Léonce Bourliaguet.
- 1952 : La Maison qui chante, de Léonce Bourliaguet.
- 1952 : La Maison de l'Indienne, de Nanine Gruner.
- 1952 : Maria Chapdelaine, de Louis Hemon 
(no 56) (nouveau dessin de couverture pour la réédition de 1969)
- 1953 : L'Ami Fritz, de Erckmann-Chatrian[23] (no 90)
- 1953 : Héritière de Neptune, de Georges G. Toudouze.
- 1954 : La Villa des grillons, de Léonce Bourliaguet (no 17)
- 1955 : La Rescapée des Kerguélen, de Marie-Antoinette de Miollis.
- 1956 : Voyage en dentelles, de Jeanne de Recqueville.
- 1957 : Les Filles du planteur, de Marie-Antoinette de Miollis.
- 1958 : Trois petites Américaines, de Jean Webster (no 86)
- 1958 : Violetta, de Marie-Antoinette de Miollis (no 35)
- 1959 : Le Trésor de Madeleine, de Pierre Maël.
- 1958 : La Petite Sœur, de Hector Malot (no 92)
- 1959 : Sans famille, de Hector Malot (2 tomes) (no 33 et no 34)
- 1960 : La Famille Arc-en-ciel, de Betty Cavanna (no 173)
- 1961 : J'irai à Nagasaki, de Paul-Jacques Bonzon (no 178)
- 1962 : Le Voyageur sans visage, de Paul-Jacques Bonzon (no 201)
- 1968 : Les Quatre Filles du docteur March, de Louisa May Alcott.
- 1969 : La Petite Fadette, de George Sand (no 13)
- 1971 : La Croix de Santa Anna, de Paul-Jacques Bonzon.

### Collection «Bibliothèque Hachette» (Hachette)
- 1956 : La Filleule du docteur March, de Louisa May Alcott (no 4)
- 1957 : Le Moulin sur la Floss, de George Eliot (no 7)
- 1958 : Bientôt seize ans, de Betty Cavanna.

### Collection «Bibliothèque rose» (Hachette)

#### SérieMayotted'Isabelle G. Schreiber
- 1963 : Mayotte et son village.
- 1964 : Mayotte journaliste.
- 1966 : Mayotte au Canada. (no 232)

#### Romans hors-série
- 1958 : Sous les lilas, de Louisa May Alcott (no 25)
- 1961 : Contes de mon père le jars, de Léonce Bourliaguet.
- 1961 : Un cadeau pour Amina, de Lucie Rauzier-Fontayne.
- 1962 : Les Orphelins de Simitra, de Paul-Jacques Bonzon.
- 1963 : Les 5000 francs d'Alain Cloche-Dur, de Georges Bayard.
- 1963 : Rarâo la petite lionne, de Christine Elier.
- 1963 : La Chèvre de monsieur Seguin, d'Alphonse Daudet 
(nouveau dessin de couverture pour la réédition en 1971)

### Collection «Bibliothèque de la Jeunesse» (Hachette)
Cette collection bon marché est en tout point identique à la « Bibliothèque verte », hormis les plats qui sont souples (et non plus cartonnés). Les titres parus sont les mêmes que ceux parus dans la « Bibliothèque verte ».

### Collection «Idéal-Bibliothèque» (Hachette)

#### SérieAlice
- 1964 : Alice et le Dragon de feu (no 264)
- 1965 : Alice au bal masqué (no 291)
- 1965 : Alice et les Plumes de paon (no 282)
(nouveau dessin de couverture pour la réédition de 1968)
- 1966 : Alice en Écosse (no 296)
- 1966 : Alice écuyère (no 314)
- 1966 : Alice et les Chats persans (no 306)
- 1967 : Alice et la Statue qui parle (no 323)
- 1967 : Alice au camp des biches (no 327)
- 1968 : Alice à Paris (no 340)
- 1968 : Alice et le Médaillon d'or (no 343)
- 1969 : Quand Alice rencontre Alice (no 350)
- 1969 : Alice et le Corsaire (no 355)
- 1970 : Alice et la Pierre d'onyx (no 365)
(nouveau dessin de couverture pour la réédition de 1974)
- 1970 : Alice et le Fantôme (no 367)
- 1971 : Alice au Canada (no 286)
- 1971 : Alice au ranch (no 375)
- 1971 : Alice et le Chandelier (pas de no )
- 1972 : Alice aux îles Hawaï (pas de no )
- 1972 : Alice et les Diamants (pas de no )
- 1973 : Alice détective (pas de no )
- 1973 : Alice et les Contrebandiers (pas de no )
- 1974 : Alice et le Mannequin (pas de no )

#### SérieCatherinede Denis-françois
- 1953 : Catherine et les Cinq Frères.
- 1955 : Courageuse Catherine.
- 1957 : Catherine au chalet des neiges.
- 1959 : Catherine et les Chiens perdus.
- 1961 : La Croisière de Catherine.

#### SérieVéroniquedeSuzanne Pairault
- 1955 : Véronique en famille.
- 1957 : Le Rallye de Véronique
 (Prix de la Joie en 1958 décerné par l'Allemagne)
- 1961 : Véronique à Paris.
- 1967 : Véronique à la barre.

#### SérieLassie
- 1953 : Lassie, chien fidèle, d'Eric Knight.
- 1954 : Le Fils de Lassie, de Hélène Commin. (no 40)
- 1956 : Lassie et Joe, de Suzanne Pairault.
- 1958 : Lassie et Priscilla, de Suzanne Pairault. (no 160)

#### Romans hors-séries
- 1950 : Les Quatre Filles du docteur March, de Louisa May Alcott.
- 1952 : En Famille (2 tomes), de Hector Malot (réédition en 1959: no 32 et no 33)
- 1952 : L'Âne Bleu, de Louis Daney.
- 1953 : Mon oncle et mon curé, de Jean de La Brète
 (réédition en 1965 : no 51)
- 1953 : Lettres de mon moulin, d'Alphonse Daudet.
- 1953 : La Troupe Jéromisi, de Lucie Rauzier-Fontayne.
- 1953 : Le Maître de Nordfjord, de Marguerite Thiébold.
- 1953 : Le Miracle de la 34e rue, de Valentine Davies.
- 1954 : La Petite Sœur, de Hector Malot.
- 1954 : Le Voyage aux îles, de Colette Vivier.
- 1954 : L’Énigme du trèfle, de Nanine Gruner.
- 1955 : Les Orphelins de Simitra, de Paul-Jacques Bonzon.
- 1955 : Le Rêve de Caroline, de Lucie Rauzier-Fontayne.
- 1955 : Contes du Lundi, d'Alphonse Daudet.
- 1956 : La Valise mystérieuse, d'Olivier Beaucaire[24].
- 1956 : Laurette et la fille des pharaons, de Diélette. (no 122) (Prix du Salon de l'Enfance)
- 1957 : Les Vingt Ans de Rose, de Louisa May Alcott. (no 139)
- 1957 : La Petite Fille de la grande étoile, d'Alice D'Andernac. (no 145)
- 1958 : Florence mène le jeu, de Diélette. (no 156)
- 1958 : Chipie-Boum, d'Anne Beauchamps. (no 149)
- 1959 : Un secret dans la nuit polaire, de Paul-Jacques Bonzon. (no 178)
- 1960 : La Filleule du docteur March[25], de Louisa May Alcott. (no 188)
- 1960 : La Croix de Santa Anna, de Paul-Jacques Bonzon. (no 194)
- 1960 : Le Rendez-vous de la saint-Sylvestre, de Yette Jeandet. (no 187)
- 1960 : Vellana, Jeune Gauloise, de Suzanne Pairault. (no 196)
- 1962 : Tu seras mon chevalier, de Claude Cénac. (no 235)
- 1962 : Deux garçons de nulle part, de Marguerite Thiébold. (no 233)
- 1962 : Les Amis de Blanche-Épine, Lucie Rauzier-Fontayne. (no 221)
- 1962 : Une chanson dans la neige, de Yette Jeandet. (no 224)
- 1963 : Un ami imprévu, de Suzanne Pairault. (no 255)

### Collections «Les Grands Livres Hachette» et «La Galaxie» (Hachette)
- 1955 : Sans famille, de Hector Malot - Collection « Les Grands Livres Hachette ». Ouvrage couronné par l'Académie française[26].
- 1966 : Sans famille, de Hector Malot - Collection « Les Grands Livres Hachette ». Couvertures d'Albert Chazelle, dessins intérieurs de Marianne Clouzot.
- 1966 : Lassie, chien fidèle, d'Eric Knight (deux couvertures différentes existent).
- 1967 : Alice détective, Alice au bal masqué, Alice et le Chandelier, de Caroline Quine - Collection « Les Grands Livres Hachette 3 livres en 1 ».
- 1968 : L’Éventail de Séville ; Les Compagnons de la Croix-Rousse ; Les Orphelins de Simitra, de Paul-Jacques Bonzon - Collection « Les Grands Livres Hachette 3 livres en 1 ».
- 1968 : En famille, de Hector Malot.
- 1970 : Les Quatre Filles du docteur March ; Le Docteur March marie ses filles de Louisa May Alcott - Collection « Les Grands Livres Hachette 2 en un ».
- 1973 : Sans famille, de Hector Malot.
- 1973 : Alice et le Pigeon voyageur, de Caroline Quine - Collection « La Galaxie ».

### BDHardi les gars!(Héroïca)
BD pour adolescents. Chaque numéro contient 23 récits d'aventures en images qui paraissait en publication bimensuelle.
- 1945 : Le Démon rouge (Les sélections "Hardi les gars !", n°34)
- 1946 : Les sélections "Hardi les gars !" Tome IV
- 1947 : Cagliostro contre les sept (Les sélections "Hardi les gars !", n°40)
- 1947 : Le Docteur Bistorne n'est pas mort (n°42)
- 1947 : Dans la tanière des loups (n°44)
- 1947 : Rendez-vous National Bank (n°37)
- 1948 : Les Révoltés de la mine (n°57)
- 1948 : Le Coffre Aux Pépites

### Autres collections
- 1945 : Le Sergent Briselaine et la fille du roi, de H. Panneel. Éditeur : Héroïca, Paris.
- 1946 : Le Petit Cheval rouge, de Louis Phillion. Éditeur : Héroïca.
- 1946 : Le Grenier du beau jeudi. Éditeur : Héroïca, Paris.
- 1946 : Le Moulin du gai savoir (Le Chevalier au chêne, récit de Jean d'Orbec). Éditeur : Héroïca.
- 1954 : Encyclopédie pour les enfants de France. Texte établi sous la direction de Marcelin Traverse. Illustrations de Marianne Clouzot, Albert Chazelle, Paul Durand, Henri Mercier, Jacques Pecnard, Pierre Probst, Jean Reschofsky, Romain Simon. Éditions Hachette.
- 1956 : Le Tour du monde en 120 images : Histoires vécues par Jacqueline "la petite fille" du chocolat Menier, de François-Roger de Chateleux. Édité par la Société Française de Propagande[27].
- La Chèvre de monsieur Seguin, d'Alphonse Daudet (couverture différente de l'édition de la Bibliothèque rose)

## Illustrations de romans pour adultes

### ÉditionsLe Livre de l'avenir
Collection « Le Livre de l'avenir »
- 1933 : Nicole s'éveille, de Jean de Létraz et Suzette Desty (no 1)
- 1933 : Nicole s'égare, de Jean de Létraz et Suzette Desty (no 2)
- 1933 : Nicole s'abrite, de Jean de Létraz et Suzette Desty (no 3)
- 1933 : Nicole se marie, de Suzette Desty (no 4)
- 1933 : Douze nuits d'amour... ou La Vie d'une femme, de Jean de Létraz (no 5)

Collection « M.A.P. ».
- 1933 : Le Vol du diamant Travancore, de Renée Dunan (no 6)
- 1933 : Le Corps découpé, de Renée Dunan (no 7)
- 1933 : Le Chat tigre du service secret, de Renée Dunan (no 8)
- 1933 : Le Plan mortel, de Renée Dunan (no 9)
- 1933 : La Mort qui rôde, de Renée Dunan (no 10)
- 1933 : L'Araignée de jade, de Jules Esquirol[29] (no 11)[30]
- 1933 : Le Bouton de corail, de Jules Esquirol (no 12)
- 1934 : L’Étui d'or, de Jules Esquirol (no 13)
- 1934 : Le Mystère du soleil des tombes, de Renée Dunan (no 14)
- 1934 : La Montagne de diamants, de Renée Dunan (no 15)
- 1934 : Le Meurtre du milliardaire, de Renée Dunan (no 16)

### ÉditionsLa Caravelle
Collection « Le Ranch »
- 1945 : L'Anaconda, de Jean d'Ascain.
- 1945 : L'Atoll des pirates, de Jean d'Ascain.
- 1945 : Chez les Indiens coupeurs de têtes, de Jean d'Ascain.
- 1945 : L'Hacienda rouge, de Jean d'Ascain.
- 1945 : La Montagne maudite, de Jean d'Ascain.
- 1945 : Le Mystérieux scaphandrier, de Jean d'Ascain.
- 1945 : La Pampa en feu, de Jean d'Ascain.
- 1945 : Perdus dans les neiges éternelles, de Jean d'Ascain.
- 1945 : La Prison de la mort lente, de Jean d'Ascain.
- 1946 : Les Épouvantes de la forêt vierge, de Jean d'Ascain.
- 1946 : L'Homme chien, de Jean d'Ascain.
- 1946 : La Lune rouge, de Jean d'Ascain.
- 1946 : L'Or qui tue, de Jean d'Ascain.
- 1946 : Prisonniers des araignées crabes, de Jean d'Ascain.
- 1946 : La Rivière de la mort, de Jean d'Ascain.
- 1946 : Les Roches bleues, de Jean d'Ascain.

### ÉditionsNouvelles Éditions latines
Collection du « Capricorne »
- 1935 : Le Crime de M. Blaise, de Jules Esquirol.